# 伊平屋村立伊平屋中学校
伊平屋村立伊平屋中学校（いへやそんりつ いへやちゅうがっこう）は、沖縄県島尻郡伊平屋村にある公立（村立）中学校。